# Dracula adrianae
Dracula adrianae är en orkidéart som beskrevs av Carlyle August Luer. Dracula adrianae ingår i släktet Dracula och familjen orkidéer.
Artens utbredningsområde är Colombia. Inga underarter finns listade i Catalogue of Life.